# Stazione di Casino di Terra
La stazione di Casino di Terra è una fermata ferroviaria posta sulla linea Cecina-Volterra. Serve il centro abitato di Casino di Terra, frazione del comune di Guardistallo.

## Storia
La stazione fu aperta nel 1862, con la realizzazione della ferrovia Cecina-Volterra. 
Dovendo servire ben tre comuni situati nelle vicinanze, ovvero quelli di Montescudaio, Montecatini Val di Cecina e Guardistallo, per la stazione fu scelta la denominazione popolare di "Casino di Terra", dal nome di una casetta di pietra e paglia che si trovava nei paraggi.
A partire dagli anni settanta dell'Ottocento dalla stazione si diramava la linea per Monterufoli, che era adibita soprattutto al trasporto di lignite e dei calcedoni delle cave dell'omonima località. La linea fu chiusa definitivamente nel 1928 a causa della piena del torrente Sterza che ne distrusse un ponte, decretando l'interruzione del servizio.

## Strutture e impianti
La fermata dispone di un fabbricato viaggiatori di medie dimensioni, accessibile all’utenza solo in una piccola stanza del piano terra, ove è collocata la sala d’attesa. I piani superiori sono stati ceduti a privati ed adibiti ad abitazione. Presso il piano terreno un tempo trovava posto l’ufficio movimento, caratterizzato da una cabina in vetro e ferro che si estrudeva sulla banchina del primo binario.
La fermata dispone del solo binario di corsa della linea, servito da apposita banchina.

## Movimento
L'impianto è servito da treni regionali svolti da Trenitalia nell'ambito del contratto di servizio stipulato con la Regione Toscana. Da settembre 2020 il servizio è stato sostituito con corse autolinee.